# Alfabeto shaviano
L'alfabeto shaviano è un sistema di scrittura artificiale creato nel 1950 per scrivere la lingua inglese in maniera regolare e semplice, senza le difficoltà date dall'uso dell'alfabeto latino.
Il suo sviluppo fu finanziato alla morte dello scrittore George Bernard Shaw tramite il suo testamento. Shaw sognava un alfabeto con almeno 40 lettere, quanto più fonematico possibile (un simbolo per un suono) e distinto dall'alfabeto latino. Questo alfabeto fu creato a seguito di un concorso internazionale, nel quale uno dei quattro vincitori, Ronald Kingsley Read, fu incaricato di finalizzare l'alfabeto.

## Lettere
| Lettere lunghe    | Lettere lunghe | Lettere lunghe | Lettere lunghe | Lettere lunghe | Lettere lunghe | Lettere lunghe | Lettere lunghe | Lettere lunghe | Lettere lunghe | Lettere lunghe |
| ----------------- | -------------- | -------------- | -------------- | -------------- | -------------- | -------------- | -------------- | -------------- | -------------- | -------------- |
| Lettera sciaviana |                |                |                |                |                |                |                |                |                |                |
| Carattere Unicode | 𐑐              | 𐑚              | 𐑑              | 𐑛              | 𐑒              | 𐑜              | 𐑓              | 𐑝              | 𐑔              | 𐑞              |
| Pronuncia         | /p/            | /b/            | /t/            | /d/            | /k/            | /ɡ/            | /f/            | /v/            | /θ/            | /ð/            |
| Nome              | peep           | bib            | tot            | dead           | kick           | gag            | fee            | vow            | thigh          | they           |
| Lettera sciaviana |                |                |                |                |                |                |                |                |                |                |
| Carattere Unicode | 𐑕              | 𐑟              | 𐑖              | 𐑠              | 𐑗              | 𐑡              | 𐑘              | 𐑢              | 𐑙              | 𐑣              |
| Pronuncia         | /s/            | /z/            | /ʃ/            | /ʒ/            | /tʃ/           | /dʒ/           | /j/            | /w/            | /ŋ/            | /h/            |
| Nome              | so             | zoo            | sure           | measure        | church         | judge          | yea            | woe            | hung           | ha-ha          |
| Lettere corte     |                |                |                |                |                |                |                |                |                |                |
| Lettera sciaviana |                |                |                |                |                |                |                |                |                |                |
| Carattere Unicode | 𐑤              | 𐑮              | 𐑥              | 𐑯              | 𐑦              | 𐑰              | 𐑧              | 𐑱              | 𐑨              | 𐑲              |
| Pronuncia         | /l/            | /r/            | /m/            | /n/            | /ɪ/            | /iː/           | /ɛ/            | /eɪ/           | /æ/            | /aɪ/           |
| Nome              | loll           | roar           | mime           | nun            | if             | eat            | egg            | age            | ash            | ride           |
| Lettera sciaviana |                |                |                |                |                |                |                |                |                |                |
| Carattere Unicode | 𐑩              | 𐑳              | 𐑪              | 𐑴              | 𐑫              | 𐑵              | 𐑬              | 𐑶              | 𐑭              | 𐑷              |
| Pronuncia         | /ə/            | /ʌ/            | /ɒ/            | /əʊ/           | /ʊ/            | /uː/           | /aʊ/           | /ɔɪ/           | /ɑː/           | /ɔː/           |
| Nome              | ado            | up             | on             | oak            | wool           | ooze           | loud           | oil            | ah             | awe            |
| Legature          |                |                |                |                |                |                |                |                |                |                |
| Lettera sciaviana |                |                |                |                |                |                |                |                |                |                |
| Carattere Unicode | 𐑸              | 𐑹              | 𐑺              | 𐑻              | 𐑼              | 𐑽              | 𐑾              | 𐑿              |                |                |
| Pronuncia         | /ɑːr/          | /ɔːr/          | /ɛər/          | /ɜːr/          | /ər/           | /ɪər/          | /iː.ə/         | /juː/          |                |                |
| Nome              | are            | or             | air            | fur            | array          | ear            | Ian            | yew            |                |                |